# La course by Le Tour de France 2017
La 4e édition de La course by Le Tour de France a lieu les 20 et 22 juillet 2017. Elle comporte deux étapes, mais seule la première fait partie de l'UCI World Tour féminin 2017, la seconde n'attribuant pas de points UCI. Elle est organisée par Amaury Sport Organisation tout comme le Tour de France.
Alors que les précédentes éditions se disputaient sur les Champs-Élysées à Paris, la première étape de la version 2017 part de Briançon et se conclut au col de l'Izoard. L'épreuve fait l'ouverture de la 18e étape du Tour de France et s'élance donc en matinée à dix heures. La première étape est remportée par la Néerlandaise Annemiek van Vleuten.
Les vingt premières sont ensuite sélectionnées pour une deuxième étape au format original avec une course poursuite se déroulant à Marseille en ouverture de la vingtième étape du Tour de France. Les concurrentes s'élancent dans l'ordre de leur arrivée sur la première étape et avec le même écart par rapport à la vainqueur de la première étape. Cette deuxième étape est également gagnée par la Néerlandaise Annemiek van Vleuten.

## Parcours

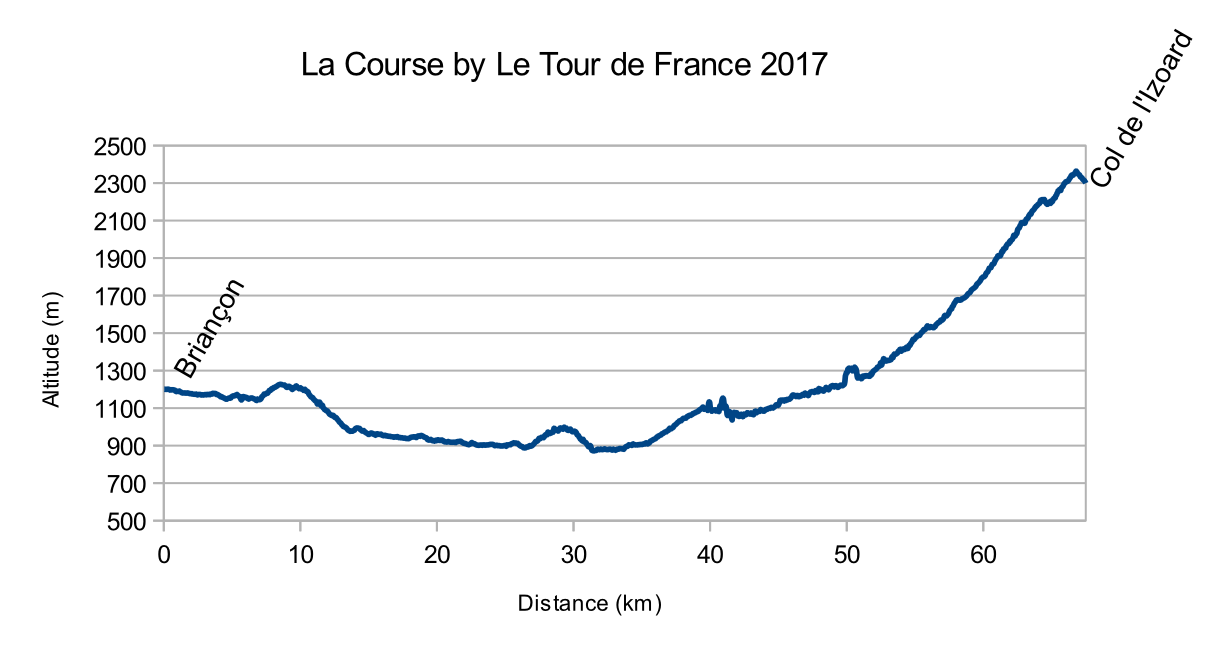
Profil de l'épreuve

Le parcours de l'étape 1 démarre de Briançon avant de se diriger vers le sud et Saint-Clément-sur-Durance. Il tourne alors vers le nord et le col de l'Ange Gardien afin d'accéder au col de l'Izoard. L'arrivée est jugée au sommet.
- Aller
- Retour

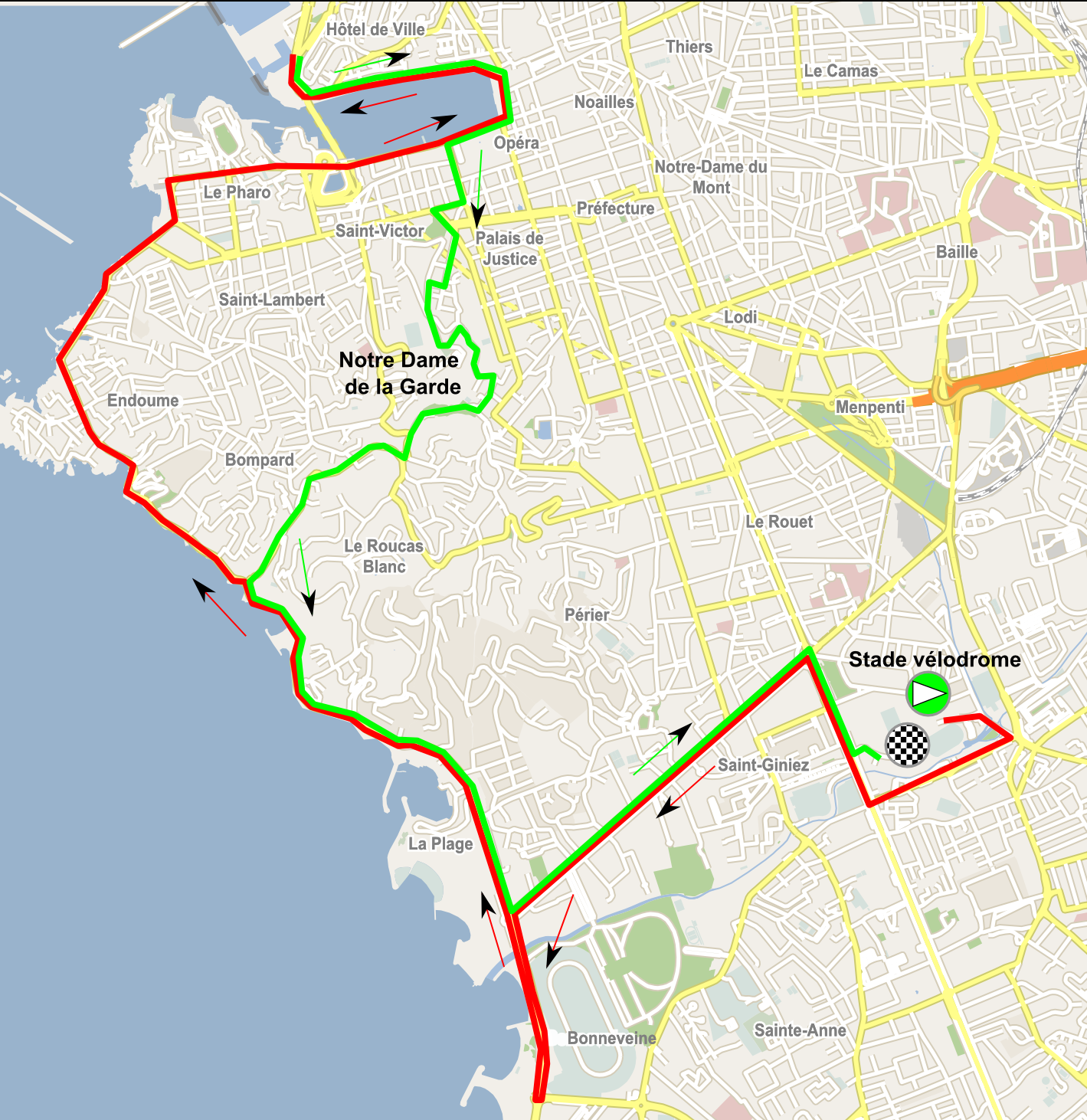
Parcours de la deuxième étape à Marseille

Le 22 juillet 2017, la seconde étape parcourt les rues de Marseille, lors d'une course poursuite, sur le même parcours que la 20e étape du Tour de France 2017.

## Étapes
| Étape     | Date      | Villes étapes                       | type                        | Distance (km) | Vainqueur d'étape    | Leader du classement général |
| --------- | --------- | ----------------------------------- | --------------------------- | ------------- | -------------------- | ---------------------------- |
| 1re étape | 20 juill. | Briançon – col d'Izoard             | étape de montagne           | 67,5          | Annemiek van Vleuten | Annemiek van Vleuten         |
| 2e étape  | 22 juill. | Orange Vélodrome – Orange Vélodrome | contre-la-montre individuel | 22,5          | Annemiek van Vleuten | Annemiek van Vleuten         |

### Équipes
| Équipes féminines professionnelles (20)- Alé Cipollini Galassia - Astana Women's Team - BePink Cogeas - Boels Dolmans - BTC City Ljubljana - Canyon-SRAM - Cervélo Bigla - Cylance Pro Cycling - FDJ-Nouvelle Aquitaine-Futuroscope - Hitec Products - Lares-Waowdeals Women Cycling Team - Lensworld-Kuota - Lotto Soudal - Orica-Scott - Servetto Giusta - Sunweb - Team Tibco-Silicon Valley Bank - VéloCONCEPT Women - Wiggle High5 - WM3 Pro Cycling Équipe nationale- France |
| |

## 1reétape

### Récit de la course
La course démarre tambour battant sous l'impulsion des formations Sunweb, Cervélo-Bigla et WM3. Rozanne Slik attaque plus loin. Elle est suivie par Natalya Saifutdinova. Plus loin, Chantal Blaak, Leah Kirchmann, Rachel Neylan, Rossella Ratto, Alexis Ryan et Saifutdinova forment un nouveau groupe. Toutefois, le peloton les reprend rapidement. Linda Villumsen part au kilomètre trente-cinq. Elle compte jusqu'à une minute d'avance avant que l'équipe Boels Dolmans ne lance la chasse. L'ancienne championne du monde du contre-la-montre arrive seule au pied de l'Izoard. Tetyana Riabchenko, Rossella Ratto et Ana Sanabria s'échappent alors. Derrière Elizabeth Deignan imprime un rythme soutenu qui réduit le peloton à une vingtaine puis à une dizaine d'unités (voir classement final). À cinq kilomètres de l'arrivée, Annemiek van Vleuten place une attaque. Elle est suivie par Elizabeth Deignan, Elisa Longo Borghini et Shara Gillow. Elle accélère une nouvelle fois cinq cents mètres plus loin et creuse cette fois un écart. Elle s'impose finalement avec quarante-trois secondes d'avance sur Elizabeth Deignan. Elisa Longo Borghini complète le podium.

### Classement
|    | Cycliste             | Pays        | Équipe                             |    | Temps          |
| -- | -------------------- | ----------- | ---------------------------------- | -- | -------------- |
| 1  | Annemiek van Vleuten | Pays-Bas    | Orica-Scott                        | en | 2 h 7 min 18 s |
| 2  | Elizabeth Deignan    | Royaume-Uni | Boels-Dolman                       | +  | 43 s           |
| 3  | Elisa Longo Borghini | Italie      | Wiggle High5                       | +  | 1 min 23 s     |
| 4  | Megan Guarnier       | États-Unis  | Boels-Dolman                       | +  | 1 min 28 s     |
| 5  | Shara Gillow         | Australie   | FDJ-Nouvelle Aquitaine-Futuroscope | +  | 1 min 33 s     |
| 6  | Amanda Spratt        | Australie   | Orica-Scott                        | +  | 1 min 41 s     |
| 7  | Lauren Stephens      | États-Unis  | Tibco-Silicon Valley Bank          | +  | 1 min 51 s     |
| 8  | Cristina Sanabria    | Colombie    | Servetto Giusta                    | +  | 2 min 24 s     |
| 9  | Katarzyna Niewiadoma | Pologne     | WM3                                | +  | 2 min 52 s     |
| 10 | Hanna Nilsson        | Suède       | BTC City Ljubljana                 | +  | 3 min 04 s     |

## 2eétape

### Classement
|    | Cycliste             | Pays           | Équipe                             |    | Temps       |
| -- | -------------------- | -------------- | ---------------------------------- | -- | ----------- |
| 1  | Annemiek van Vleuten | Pays-Bas       | Orica-Scott                        | en | 32 min 54 s |
| 2  | Elizabeth Deignan    | Royaume-Uni    | Boels-Dolman                       | +  | 1 min 52 s  |
| 3  | Elisa Longo Borghini | Italie         | Wiggle High5                       | +  | 1 min 53 s  |
| 4  | Megan Guarnier       | États-Unis     | Boels-Dolman                       | +  | 3 min 00 s  |
| 5  | Amanda Spratt        | Australie      | Orica-Scott                        | +  | 3 min 26 s  |
| 6  | Shara Gillow         | Australie      | FDJ-Nouvelle Aquitaine-Futuroscope | +  | 3 min 48 s  |
| 7  | Lauren Stephens      | États-Unis     | Tibco-Silicon Valley Bank          | +  | 3 min 53 s  |
| 8  | Katarzyna Niewiadoma | Pologne        | WM3                                | +  | 4 min 35 s  |
| 9  | Ashleigh Moolman     | Afrique du Sud | Cervélo Bigla                      | +  | 4 min 35 s  |
| 10 | Cristina Sanabria    | Colombie       | Servetto Giusta                    | +  | 4 min 46 s  |

## UCI World Tour
Le barème des points du classement World Tour sur la course by Le Tour de France concernant uniquement la 1re étape est le suivant , :
| Position,          | 1er | 2e  | 3e | 4e | 5e | 6e | 7e | 8e | 9e | 10e | 11e | 12e | 13e | 14e | 15e | 16e | 17e | 18e | 19e | 20e |
| Classement général | 120 | 100 | 85 | 70 | 60 | 50 | 40 | 35 | 30 | 25  | 20  | 18  | 16  | 14  | 12  | 10  | 8   | 6   | 4   | 2   |

| #  | Cycliste             | Équipe                             | Points |
| -- | -------------------- | ---------------------------------- | ------ |
| 1  | Annemiek van Vleuten | Orica-Scott                        | 120    |
| 2  | Elizabeth Deignan    | Boels-Dolman                       | 100    |
| 3  | Elisa Longo Borghini | Wiggle High5                       | 85     |
| 4  | Megan Guarnier       | Boels-Dolman                       | 70     |
| 5  | Shara Gillow         | FDJ-Nouvelle Aquitaine-Futuroscope | 60     |
| 6  | Amanda Spratt        | Orica-Scott                        | 50     |
| 7  | Lauren Stephens      | Tibco-Silicon Valley Bank          | 40     |
| 8  | Cristina Sanabria    | Servetto Giusta                    | 35     |
| 9  | Katarzyna Niewiadoma | WM3                                | 30     |
| 10 | Hanna Nilsson        | BTC City Ljubljana                 | 25     |

| Suite du classement (11-20) | Suite du classement (11-20) | Suite du classement (11-20)        | Suite du classement (11-20) |
| --------------------------- | --------------------------- | ---------------------------------- | --------------------------- |
| #                           | Coureur                     | Équipe                             | Points                      |
| 11                          | Eri Yonamine                | FDJ-Nouvelle Aquitaine-Futuroscope | 20                          |
| 12                          | Ashleigh Moolman            | Cervélo Bigla                      | 18                          |
| 13                          | Janneke Ensing              | Alé Cipollini                      | 16                          |
| 14                          | Sabrina Stultiens           | Sunweb                             | 14                          |
| 15                          | Leah Kirchmann              | Sunweb                             | 12                          |
| 16                          | Pauline Ferrand-Prévot      | Canyon-SRAM Racing                 | 10                          |
| 17                          | Cecilie Uttrup Ludwig       | Cervélo Bigla                      | 8                           |
| 18                          | Ursa Pintar                 | BTC City Ljubljana                 | 6                           |
| 19                          | Karol-Ann Canuel            | Boels Dolmans                      | 4                           |
| 20                          | Rossella Ratto              | Cylance                            | 2                           |

## Liste des participantes
| Légende | Légende                                                                      | Légende | Légende                                                    |
| ------- | ---------------------------------------------------------------------------- | ------- | ---------------------------------------------------------- |
| Num     | Dossard de départ porté par le coureur sur cette Course by Le Tour de France | Pos     | Position à l'arrivée de la course                          |
|         | Indique un maillot de champion national ou mondial, suivi de sa spécialité   | NP      | Indique un coureur qui n'a pas pris le départ de la course |
| AB      | Indique un coureur qui n'a pas terminé la course                             | HD      | Indique un coureur qui a terminé la course hors des délais |

| Wiggle High5 WHT                        | Wiggle High5 WHT             | Wiggle High5 WHT |
| --------------------------------------- | ---------------------------- | ---------------- |
| Num                                     | Coureur                      | Pos              |
| 1                                       | Elisa Longo Borghini (route) | 3e               |
| 2                                       | Audrey Cordon                | 32e              |
| 3                                       | Amy Cure                     | HD-1             |
| 4                                       | Lucy Garner                  | HD-1             |
| 5                                       | Claudia Lichtenberg          | 30e              |
| 6                                       | Amy Roberts                  | HD-1             |
| Directeur sportif : Donna Rae-Szalinski |                              |                  |

| Cervélo Bigla CBT                  | Cervélo Bigla CBT         | Cervélo Bigla CBT |
| ---------------------------------- | ------------------------- | ----------------- |
| Num                                | Coureur                   | Pos               |
| 11                                 | Ashleigh Moolman          | 9e                |
| 12                                 | Nicole Hanselmann (route) | HD-1              |
| 13                                 | Lisa Klein (route)        | HD-1              |
| 14                                 | Clara Koppenburg          | 45e               |
| 15                                 | Cecilie Uttrup Ludwig     | 14e               |
| 16                                 | Christina Perchtold       | HD-1              |
| Directeur sportif : Thomas Campana |                           |                   |

| WM3 DSB                             | WM3 DSB              | WM3 DSB |
| ----------------------------------- | -------------------- | ------- |
| Num                                 | Coureur              | Pos     |
| 21                                  | Katarzyna Niewiadoma | 8e      |
| 22                                  | Marianne Vos         | HD-1    |
| 23                                  | Lauren Kitchen       | HD-1    |
| 24                                  | Anouska Koster       | HD-1    |
| 25                                  | Anna Plichta         | HD-1    |
| 26                                  | Valentina Scandolara | HD-1    |
| Directeur sportif : Koos Moerenhout |                      |         |

| FDJ-Nouvelle Aquitaine-Futuroscope FDJ | FDJ-Nouvelle Aquitaine-Futuroscope FDJ | FDJ-Nouvelle Aquitaine-Futuroscope FDJ |
| -------------------------------------- | -------------------------------------- | -------------------------------------- |
| Num                                    | Coureur                                | Pos                                    |
| 31                                     | Charlotte Bravard (route)              | HD-1                                   |
| 32                                     | Aude Biannic                           | HD-1                                   |
| 33                                     | Séverine Eraud                         | 39e                                    |
| 34                                     | Shara Gillow                           | 6e                                     |
| 35                                     | Victorie Guilman                       | HD-1                                   |
| 36                                     | Eri Yonamine                           | 15e                                    |
| Directeur sportif : Nicolas Marche     |                                        |                                        |

| Canyon-SRAM Racing LPR          | Canyon-SRAM Racing LPR | Canyon-SRAM Racing LPR |
| ------------------------------- | ---------------------- | ---------------------- |
| Num                             | Coureur                | Pos                    |
| 41                              | Elena Cecchini         | HD-1                   |
| 42                              | Tiffany Cromwell       | HD-1                   |
| 43                              | Pauline Ferrand-Prévot | 13e                    |
| 44                              | Barbara Guarischi      | HD-1                   |
| 45                              | Alexis Ryan            | HD-1                   |
| 46                              | Leah Thorvilson        | HD-1                   |
| Directeur sportif : Ronny Lauke |                        |                        |

| Tibco-Silicon Valley Bank TIB     | Tibco-Silicon Valley Bank TIB | Tibco-Silicon Valley Bank TIB |
| --------------------------------- | ----------------------------- | ----------------------------- |
| Num                               | Coureur                       | Pos                           |
| 51                                | Lauren Stephens               | 7e                            |
| 52                                | Lex Albrecht                  | HD-1                          |
| 53                                | Nicolle Bruderer (route)      | HD-1                          |
| 54                                | Ingrid Drexel                 | 25e                           |
| 55                                | Kathrin Hammes                | 40e                           |
| 56                                | Brianna Walle                 | HD-1                          |
| Directeur sportif : Edward Beamon |                               |                               |

| Lotto Soudal Ladies LSL              | Lotto Soudal Ladies LSL | Lotto Soudal Ladies LSL |
| ------------------------------------ | ----------------------- | ----------------------- |
| Num                                  | Coureur                 | Pos                     |
| 61                                   | Julie Van De Velde      | HD-1                    |
| 62                                   | Isabelle Beckers        | HD-1                    |
| 63                                   | Jessie Daams            | HD-1                    |
| 64                                   | Puck Moonen             | HD-1                    |
| Directeur sportif : Dany Schoonbaert |                         |                         |

| Lensworld-Kuota LWK                     | Lensworld-Kuota LWK  | Lensworld-Kuota LWK |
| --------------------------------------- | -------------------- | ------------------- |
| Num                                     | Coureur              | Pos                 |
| 71                                      | Tatiana Guderzo      | 29e                 |
| 72                                      | Alice Arzuffi        | HD-1                |
| 73                                      | Kaat Hannes          | HD-1                |
| 74                                      | Tetiana Riabchenko   | 26e                 |
| 75                                      | Nathalie Verschelden | HD-1                |
| Directeur sportif : Heidi Van De Vijver |                      |                     |

| Bepink BPK                      | Bepink BPK             | Bepink BPK |
| ------------------------------- | ---------------------- | ---------- |
| Num                             | Coureur                | Pos        |
| 81                              | Nikola Noskova (route) | 21e        |
| 82                              | Alison Jackson         | 46e        |
| 83                              | Tereza Medvedova       | HD-1       |
| 84                              | Katia Ragusa           | HD-1       |
| 85                              | Tatiana Shamanova      | HD-1       |
| 86                              | Silvia Valsecchi       | HD-1       |
| Directeur sportif : Walter Zini |                        |            |

| Sunweb SUN                          | Sunweb SUN        | Sunweb SUN |
| ----------------------------------- | ----------------- | ---------- |
| Num                                 | Coureur           | Pos        |
| 91                                  | Sabrina Stultiens | 12e        |
| 92                                  | Leah Kirchmann    | 17e        |
| 93                                  | Juliette Labous   | 27e        |
| 94                                  | Rozanne Slik      | HD-1       |
| 95                                  | Julia Soek        | HD-1       |
| 96                                  | Molly Weaver      | HD-1       |
| Directeur sportif : Hans Timmermans |                   |            |

| BTC City Ljubljana BTC           | BTC City Ljubljana BTC | BTC City Ljubljana BTC |
| -------------------------------- | ---------------------- | ---------------------- |
| Num                              | Coureur                | Pos                    |
| 101                              | Eugenia Bujak          | 36e                    |
| 102                              | Polona Batagelj(route) | 33e                    |
| 103                              | Hanna Nilsson          | 11e                    |
| 104                              | Ursa Pintar            | 19e                    |
| 105                              | Mia Radotic            | HD-1                   |
| 106                              | Urška Žigart           | HD-1                   |
| Directeur sportif : Gorazd Penko |                        |                        |

| Orica-Scott ORS                | Orica-Scott ORS      | Orica-Scott ORS |
| ------------------------------ | -------------------- | --------------- |
| Num                            | Coureur              | Pos             |
| 111                            | Annemiek Van Vleuten | 1er             |
| 112                            | Jenelle Crooks       | HD-1            |
| 113                            | Alexandra Manly      | 35e             |
| 114                            | Rachel Neylan        | 44e             |
| 115                            | Amanda Spratt        | 5e              |
| 116                            | Georgia Williams     | HD-1            |
| Directeur sportif : Gene Bates |                      |                 |

| Astana Women's ASA                       | Astana Women's ASA   | Astana Women's ASA |
| ---------------------------------------- | -------------------- | ------------------ |
| Num                                      | Coureur              | Pos                |
| 121                                      | Sofia Beggin         | HD-1               |
| 122                                      | Sofia Bertizzolo     | 31e                |
| 123                                      | Amiliya Iskakova     | HD-1               |
| 124                                      | Olena Pavlukhina     | 23e                |
| 125                                      | Natalya Saifutdinova | HD-1               |
| 126                                      | Lara Vieceli         | 35e                |
| Directeur sportif : Pierangelo Dal Colle |                      |                    |

| Hitec Products HPU                | Hitec Products HPU     | Hitec Products HPU |
| --------------------------------- | ---------------------- | ------------------ |
| Num                               | Coureur                | Pos                |
| 131                               | Katrine Aalerud        | 24e                |
| 132                               | Charlotte Becker       | HD-1               |
| 133                               | Ingvild Gåskjenn       | HD-1               |
| 134                               | Cecilie Gotaas Johnsen | HD-1               |
| Directeur sportif : Ruud Verhagen |                        |                    |

| Alé Cipollini ALE                    | Alé Cipollini ALE | Alé Cipollini ALE |
| ------------------------------------ | ----------------- | ----------------- |
| Num                                  | Coureur           | Pos               |
| 141                                  | Janneke Ensing    | 16e               |
| 142                                  | Soraya Paladin    | HD-1              |
| 143                                  | Ane Santesteban   | 28e               |
| 144                                  | Martina Stefani   | HD-1              |
| 145                                  | Carlee Taylor     | 38e               |
| 146                                  | Daiva Tuslaite    | HD-1              |
| Directeur sportif : Fabiana Luperini |                   |                   |

| Cylance CPC                        | Cylance CPC           | Cylance CPC |
| ---------------------------------- | --------------------- | ----------- |
| Num                                | Coureur               | Pos         |
| 151                                | Sheyla Gutierrez Ruiz | HD-1        |
| 152                                | Malgorzata Jasinska   | 37e         |
| 153                                | Regina Wubbigje Knol  | HD-1        |
| 154                                | Rossella Ratto        | 20e         |
| 155                                | Marta Tagliaferro     | HD-1        |
| Directeur sportif : Manel Lacambra |                       |             |

| Boels Dolmans DLT              | Boels Dolmans DLT         | Boels Dolmans DLT |
| ------------------------------ | ------------------------- | ----------------- |
| Num                            | Coureur                   | Pos               |
| 161                            | Elizabeth Deignan (route) | 2e                |
| 162                            | Megan Guarnier            | 4e                |
| 163                            | Chantal Blaak (route)     | 42e               |
| 164                            | Nikki Brammeier           | HD-1              |
| 165                            | Karol-Ann Canuel          | 18e               |
| 166                            | Christine Majerus (route) | HD-1              |
| Directeur sportif : Danny Stam |                           |                   |

| Lares-Waowdeals Women LWD                   | Lares-Waowdeals Women LWD | Lares-Waowdeals Women LWD |
| ------------------------------------------- | ------------------------- | ------------------------- |
| Num                                         | Coureur                   | Pos                       |
| 171                                         | Amélie Rivat              | HD-1                      |
| 172                                         | Alice Cobb                | HD-1                      |
| 173                                         | Mieke Docx                | HD-1                      |
| 174                                         | Sarah Inghelbrecht        | HD-1                      |
| 175                                         | Daniela Reis              | HD-1                      |
| Directeur sportif : Franky Van Haesebroucke |                           |                           |

| VéloCONCEPT TVW                        | VéloCONCEPT TVW          | VéloCONCEPT TVW |
| -------------------------------------- | ------------------------ | --------------- |
| Num                                    | Coureur                  | Pos             |
| 181                                    | Amber Neben              | HD-1            |
| 182                                    | Shani Bloch Davidov      | HD-1            |
| 183                                    | Claudia Koster           | HD-1            |
| 184                                    | Camilla Møllebro (route) | 41e             |
| 185                                    | Sara Penton(route)       | HD-1            |
| 186                                    | Linda Villumsen          | 22e             |
| Directeur sportif : Handberg Madsen Bo |                          |                 |

| Servetto Giusta SER               | Servetto Giusta SER       | Servetto Giusta SER |
| --------------------------------- | ------------------------- | ------------------- |
| Num                               | Coureur                   | Pos                 |
| 191                               | Anna Potokina             | HD-1                |
| 192                               | Antri Christoforou(route) | 34e                 |
| 193                               | Kseniia Dobrynina         | HD-1                |
| 194                               | Silva Fernandes           | HD-1                |
| 195                               | Laura Lozano              | HD-1                |
| 196                               | Cristina Sanabria         | 10e                 |
| Directeur sportif : Dario Rossino |                           |                     |

| France FRA                               | France FRA       | France FRA |
| ---------------------------------------- | ---------------- | ---------- |
| Num                                      | Coureur          | Pos        |
| 201                                      | Marjolaine Bazin | HD-1       |
| 202                                      | Laura Asencio    | HD-1       |
| 203                                      | Lucie Lahaye     | HD-1       |
| 204                                      | Fanny Leleu      | HD-1       |
| 205                                      | Cyriane Muller   | HD-1       |
| 206                                      | Marion Sicot     | HD-1       |
| Directeur sportif : Jean-Charles Romagny |                  |            |

## Primes
La première étape attribue les primes suivantes :
| Position | 1er     | 2e      | 3e      | 4e      | 5e    | 6e    | 7e    | 8e    | 9e    | 10e   |
| Prix     | 6 000 € | 4 000 € | 2 000 € | 1 000 € | 800 € | 700 € | 600 € | 400 € | 300 € | 200 € |

Les places allant de onze à vingt attribuent 100 €.
La deuxième étape attribue les primes suivantes :
| Position | 1er     | 2e      | 3e      | 4e    | 5e    | 6e    | 7e    | 8e    | 9e    | 10e   |
| Prix     | 3 000 € | 2 000 € | 1 000 € | 350 € | 300 € | 250 € | 225 € | 200 € | 175 € | 150 € |

Les coureuses classées de la 11e à la 15e place gagnent 125 €, celles classées de la 16e à la 20e place 85 €.
En sus, un prix de la combativité donne 2 000 € sur la première étape.

## A voir aussi